# تاكاشي أونيشي
تاكاشي أُونيشي (باليابانية: 大西 貴) (مواليد 16 أكتوبر 1971)، هو لاعب كرة قدم ياباني سابق كان يلعب كمدافع.

## وصلات خارجية
- تاكاشي أونيشي على موقع رابطة كرة القدم اليابانية للمحترفين (اليابانية)
- تاكاشي أونيشي على موقع عالم كرة القدم.نت (الإنجليزية)